# Most Edmunda Pettuse
Most Edmunda Pettuse (anglicky Edmund Pettus Bridge) je most přes řeku Alabama ve městě Selma v Alabamě ve Spojených státech amerických, přes nějž vede dálnice č. 80. Byl postaven v letech 1939 až 1940 a je pojmenován po Edmundu Pettusovi, bývalém konfederačním brigádním generálovi, americkém senátorovi a nejvýše postaveném členovi Ku-klux-klanu ve státě Alabama (Grand Dragon).
Dne 7. března 1965 se most stal dějištěm konfliktu (tzv. Krvavé neděle), při němž ozbrojení policisté zaútočili na pokojný průvod bojovníků za občanská práva Afroameričanů, kteří pochodovali ze Selmy do Montgomery, hlavního města státu Alabama.
Od března 2013 je památkově chráněn jakožto National Historic Landmark.